# 細野友希
細野 友希 (ほその ともき、1952年または1953年 - ) は、日本の地方公務員。東京都下水道局流域下水道本部長、同収用委員会事務局長を歴任。瑞宝小綬章受章。

## 人物・経歴
東京都庁入庁。府中病院 (現・東京都立多摩総合医療センター) 事務局長、出納長室会計制度担当部長、下水道局総務部長、2010年7月 同局流域下水道本部長、2011年7月 松浦將行を後任として同職を退任し、藤井芳弘の後任として収用委員会事務局長。
東京都庁退職後、東京下水道エネルギー株式会社代表取締役社長。

## その他役職
- 東京都固定資産評価審査委員会 委員[7]

## 栄典
- 2024年11月 令和6年秋の叙勲で瑞宝小綬章を受章[1]